# Рафи уш-Шан
 Шахзаде Султан Мухаммад Рафи аль-Кадр Мирза, более известный под своим титулом Рафи уш-Шан Бахадур (1670 — 29 марта 1712) — могольский принц из династии Бабуридов, третий сын могольского императора Бахадур Шаха I и внук могольского императора Аурангзеба.

## Биография
Родился в 1671 году в Дели. Третий сын принца Муаззама (1643—1712), будущего императора Великих Моголов Бахадур-Шаха I (1707—1712). Его матерью была Нур-ун-Нисса Бегум (? — 1701), дочь Мирзы Санджар Хана. Ему было 10 лет, когда он был назначен своим дедом Аурангзебом киладаром Малаканда (до 1707 года). В 1707 году его отец, принц Муаззам, одержал победу над братом Мухаммадом Азам Шахом и занял императорский престол под именем Бахадур-Шаха I. С 1707 по 1712 год занимал должность субадара Кабула.
В феврале 1712 года после смерти своего отца Бахадур Шаха Рафи уш-Шан начал междоусобную борьбу со своими братьями за императорский престол.
Вначале Рафи уш-Шан объединился с братьями Джахандар-шахом и Джахан-шахом против Азим уш-Шана. В марте 1712 года объединенные силы трех братьев разгромили войско Азим уш-Шана, который погиб в сражении. Вскоре братья поссорились между собой. В марте 1712 года Рафи уш-Шан был убит по приказу своего старшего брата Джахандар Шаха, занявшего императорский престол.

## Семья
Одной из жен шахзаде Рафи-уш-Шана была принцесса Разият-ун-Нисса Бегум, также известная как Сафият-ун-Нисса, дочь принца Мухаммад Акбара Мирзы и внучка падишаха Аурангзеба. Она стала матерью принца Рафи уд-Дараджата (1699—1719), будущего императора Великих Моголов в феврале-июне 1719 года. Рафи-уш-Шан женился на ней в 1695 году в Агре, в то же самое время, как его брат, шахзаде Джахан Шах, женился на её сестре, принцессе Закият-ун-Ниссе Бегум. Другой женой Рафи-уш-Шана стала Нур-ун-Нисса Бегум, дочь Шейха Баки. Она была матерью принца Шах Джахана (1696—1719), будущего императора в июне-сентября 1719 года, и принца Мухаммад Ибрагима (1703—1746), будущего императора в октябре-ноябре 1720 года.